# Койольшауки
Койольша́уки (аст. Coyolxāuhqui [kojoɬˈʃaːʍki] — «Золотые колокольчики») — в мифологии ацтеков богиня Луны и (по некоторым версиям) Млечного Пути. Изображалась с золотыми бубенчиками или шарами на щеках.

## Мифология
Старшая дочь богини Коатликуэ, которую та родила от обсидианового ножа, и сестра 400 богов южного звёздного неба Сенцонуицнауа. Владеет магической силой, способной нанести колоссальный вред.
Когда Коатликуэ забеременела от шара из перьев колибри, Койольшауки сочла её опозоренной и убедила братьев убить мать, чтобы смыть оскорбление. Однако Уицилопочтли выпрыгнул из чрева матери в полном воинском облачении и убил сестру, а братьев обратил в бегство и многих перебил. Пылающим змеем Шиукоатлем он отрубил Койольшауки голову, которая упала к подножью храма Коатепек, где скрывалась Коатликуэ. Затем он забросил отрубленную голову высоко в небо, где та стала луной (таким образом, Коатликуэ могла каждую ночь видеть на небе лицо своей дочери). Тело сестры Уицилопочтли расчленил и бросил в глубокое ущелье.
Считается, что в мифе о смерти Койольшауки отражено представление о солнце, олицетворяемом Уицилопочтли, которое разгоняет ночную тьму. Койольшауки можно считать ацтекской ипостасью лунного божества Мецтли, обычно изображаемого мужчиной. Как правило, её представляли в виде воительницы — с обнажённой грудью, но со шлемом на голове и со змеями (или верёвками) на руках и вокруг талии, либо в виде отрубленной головы. Там, на круглом камне в основании лестницы Главного храма Теночтитлана, Койольшауки изображена распростёртой ничком, с отсечёнными от тела конечностями и головой и черепом, привязанным к поясу.